# Varšavské ghetto (film)
Varšavské ghetto (v polském originále Ninas resa) je polsko-švédský dramatický film z roku 2005. Režisérem filmu je Lena Einhorn. Hlavní role ve filmu ztvárnili Agnieszka Grochowska, Maria Chwalibóg, Andrzej Brzeski, Pawel Iwanicki a Adam Bauman.

## Obsazení
| Agnieszka Grochowska | Nina Rajmic     |
| Maria Chwalibóg      | Fanny           |
| Andrzej Brzeski      | Artur Rajmic    |
| Pawel Iwanicki       | Rudek Rajmic    |
| Adam Bauman          | Zbyszek Pelikan |
| Maria Kaniewska      | Rosa            |
| Dominika Bednarczyk  | Marysia         |
| Artur Chamski        | Szymon          |